# Csoportos porhanyósgomba
A csoportos porhanyósgomba (Psathyrella multipedata) a porhanyósgombafélék családjába tartozó, erdőkben, ligetekben csoportosan termő, nem ehető gombafaj.

## Megjelenése
A csoportos porhanyósgomba kalapja 0,8–4 cm átmérőjű, kúpos vagy harang alakú. Felülete selymesen sima, széle bordázott, burokmaradványok nincsenek rajta. Színe nedvesen szürke vagy vörösbarna, szárazon halvány sárgásbarna. Húsa barnás, vizenyős, nagyon vékony, törékeny. Szaga és íze nem jellegzetes.
Sűrűn álló, keskeny lemezei felkanyarodók. Színük halványszürke, később sötét bíborbarna, az élük fehér.
Spórapora sötét bíborbarna. Spórái ellipszis alakúak, simák egy csírapórussal, méretük 6,5-10 x 3,5-4 um.
Tönkje 8–14 cm magas és 2–4 mm vastag. Színe fehér, hengeres, sima felületű, belül üreges, gyökérszerűen a földbe hatoló.
Csoportosan, sűrűn összezsúfolva nő, akár 80 példány is összenőhet a tövénél.

### Hasonló fajok
A szintén tömegesen előforduló, ehető barna porhanyósgombával lehet összetéveszteni, de annak kalapján burokfoszlányok maradhatnak. A vaskos porhanyósgomba nagyobb, kalapja szétterülőbb.

## Elterjedése és termőhelye
Európában és Észak-Amerikában honos.
Erdőkben, ligetekben nő, tápdús, agyagos vagy meszes talajon, a korhadó szerves anyagokat bontja. Gyakran előfordul városi környezetben, parkokban vagy utak mentén. Júniustól novemberig terem.
Nem mérgező, de nem ízletes, fogyasztásra nem ajánlott.

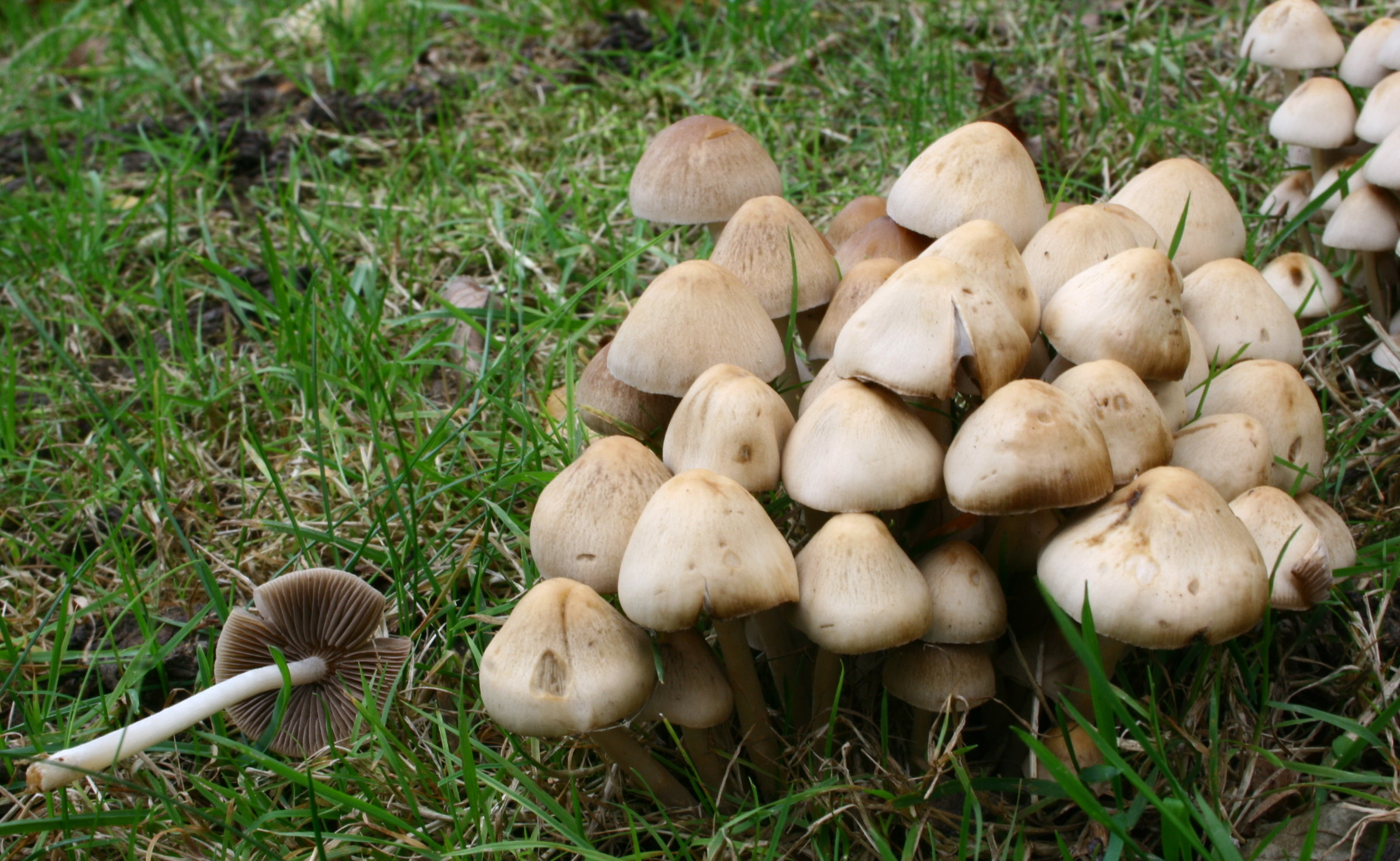
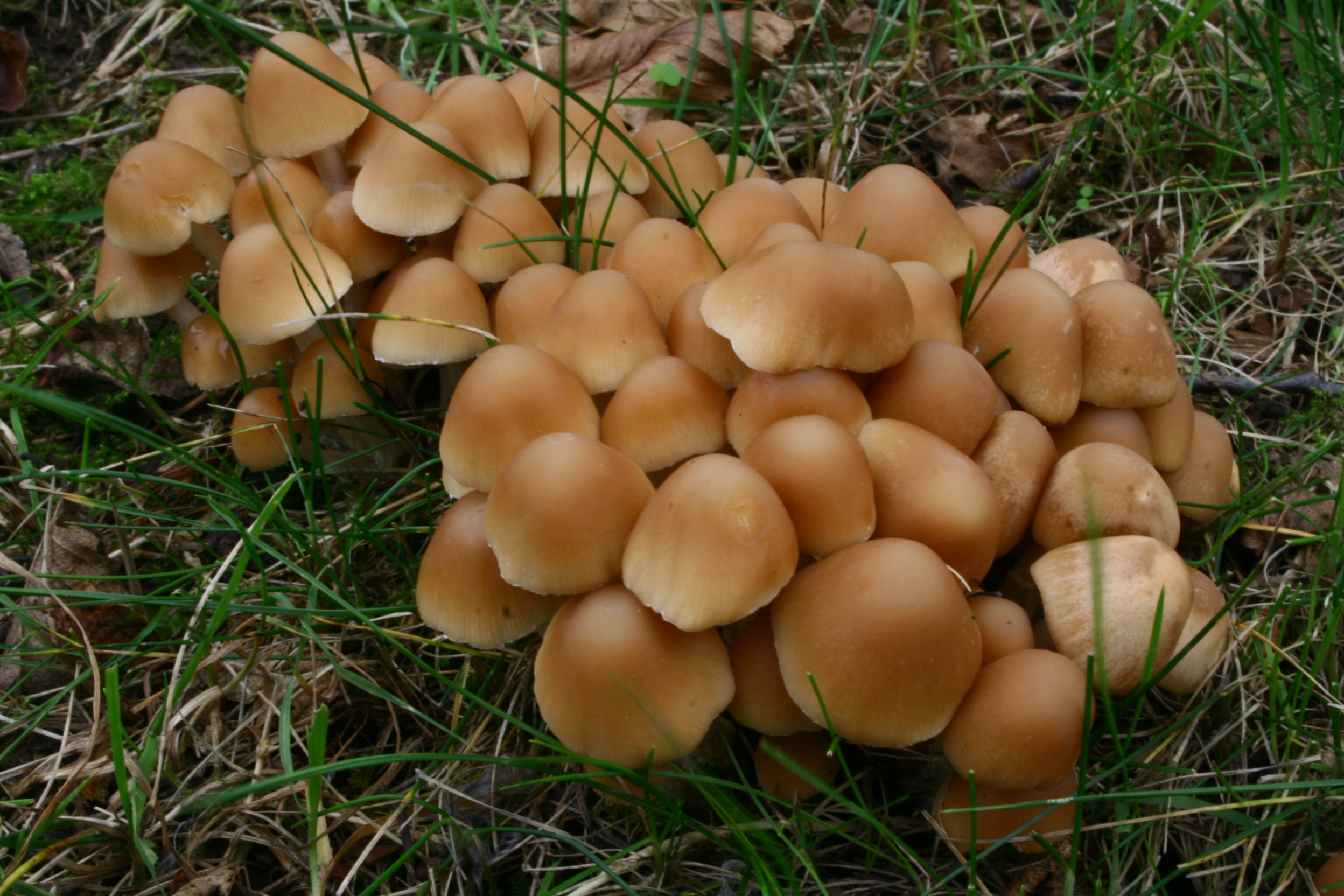
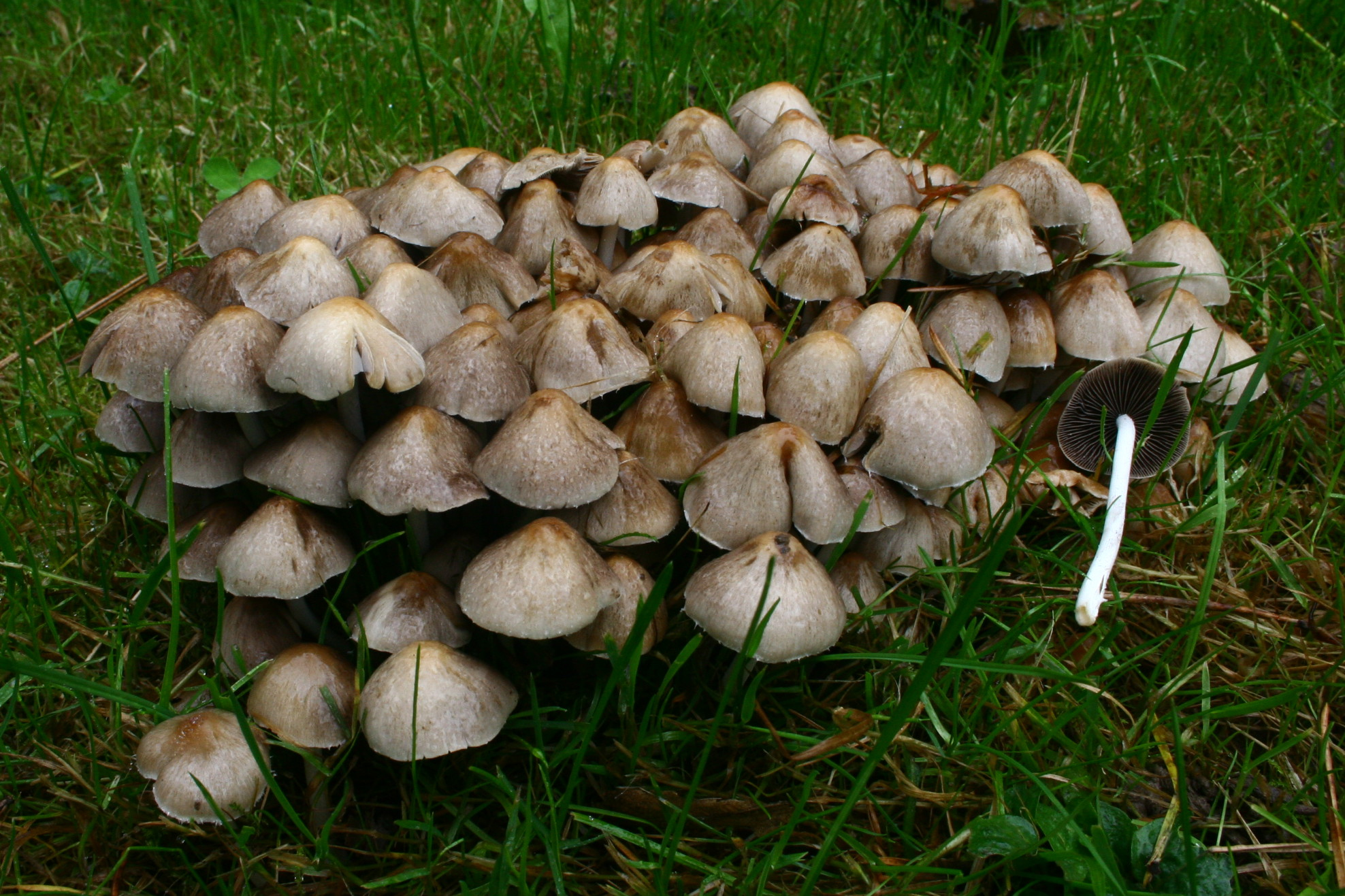
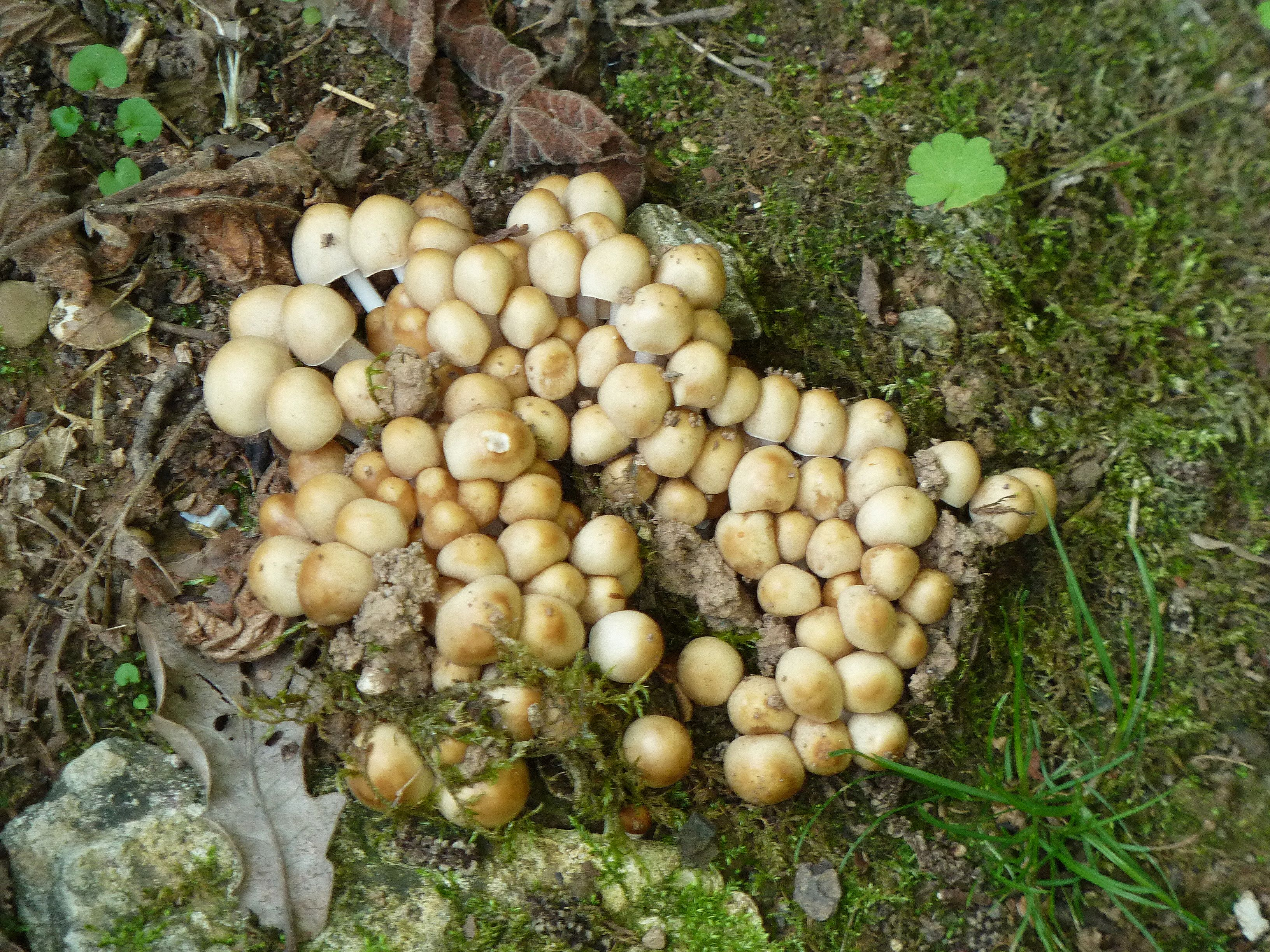
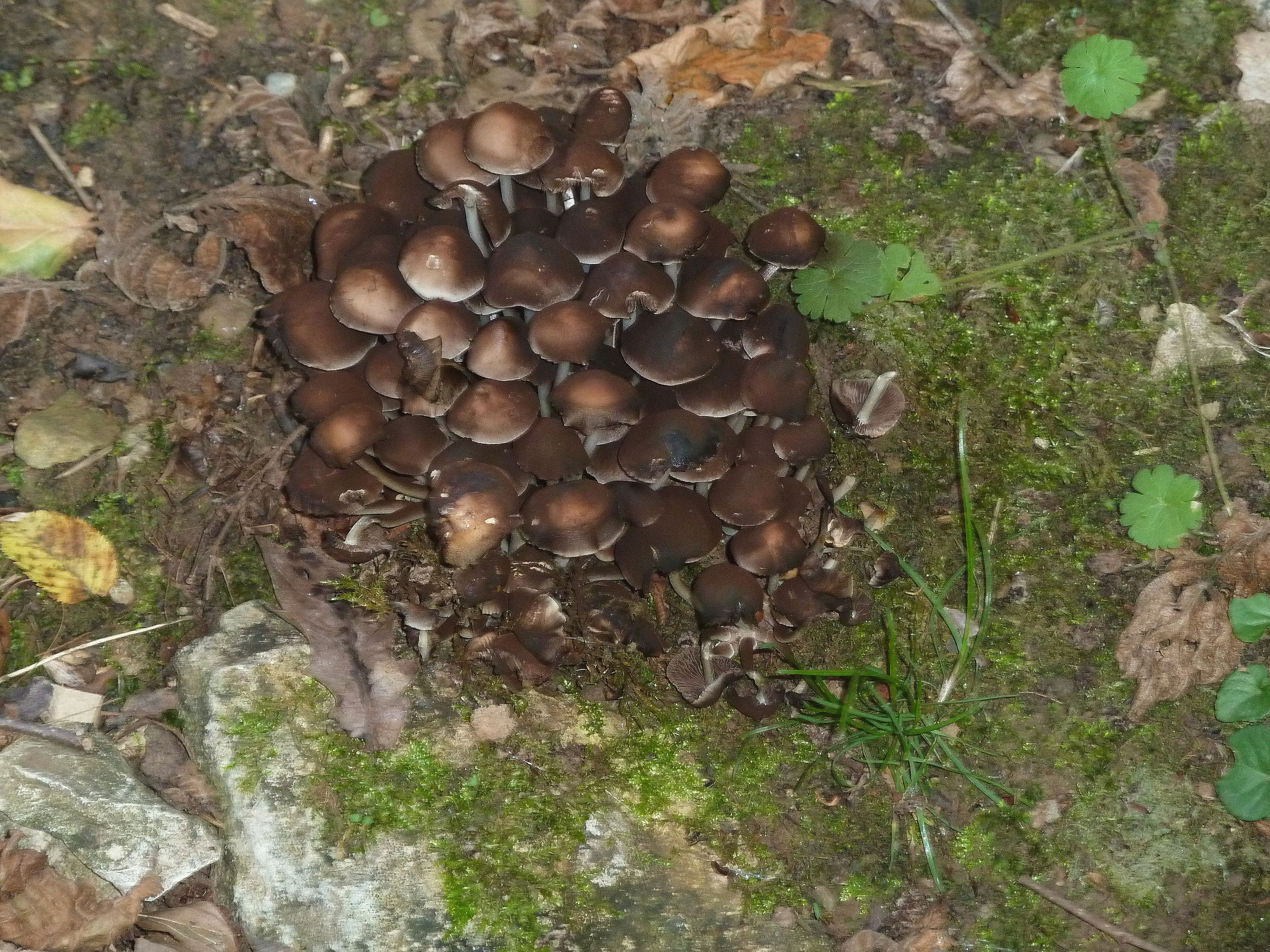